# Чејмберс (Небраска)
Чејмберс (енгл. Chambers) град је у америчкој савезној држави Небраска.

## Демографија
По попису из 2010. године број становника је 268, што је 65 (-19,5%) становника мање него 2000. године.
| Група             | 2000.       | 2010.       |
| Белци             | 331 (99,4%) | 266 (99,3%) |
| Афроамериканци    | 0 (0,0%)    | 0 (0,0%)    |
| Азијати           | 0 (0,0%)    | 0 (0,0%)    |
| Хиспаноамериканци | 2 (0,6%)    | 2 (0,7%)    |
| Укупно            | 333         | 268         |